# 三居沢発電所
三居沢発電所（さんきょざわはつでんしょ）は、宮城県仙台市青葉区荒巻字三居沢にある水力発電所。1888年（明治21年）、宮城紡績会社によって設立され、現在は東北電力が管理・運用を行っている。記録に残るものとしては日本で最初の水力発電所である。また、日本で最初のカルシウムカーバイド製造地でもある。
1999年（平成11年）8月23日、発電所の建屋が登録有形文化財（建造物） 第04-00025号に登録された。2008年（平成20年）10月には、三居沢発電所関係の機器・資料が日本機械学会の定める機械遺産第26号に認定された。さらに2009年（平成21年）、経済産業省が定める「近代化産業遺産群・続33（化学工業）」の一つとして認定されている。

## 発電設備

### 基礎情報
- 河水系・河川名 - 名取川水系・広瀬川
- 当初の設備の運転開始年月 - 1888年（明治21年）7月
- 現行設備の運転開始年月 - 1910年（明治43年）7月
- 発電方式 - 水路式発電・流れ込み式
- 発電所出力 - 最大1000kW 常時290kW[5]
- 周波数 - 50Hz
- 発電機 - シーメンス社製 横軸回転界磁型・三相交流同期発電機（容量出力1310kVA、回転数429rpm）1台[5]
- 水車 - フォイト社製 横軸二輪単流前口フランシス水車（出力1343kW、回転数429rpm）1台[5]
- 使用水量 - 最大5.57m3/s 常時2.27m3/s[5]
- 有効落差 - 最大出力時26.67m 常時出力時27.01m[5]

### 水路

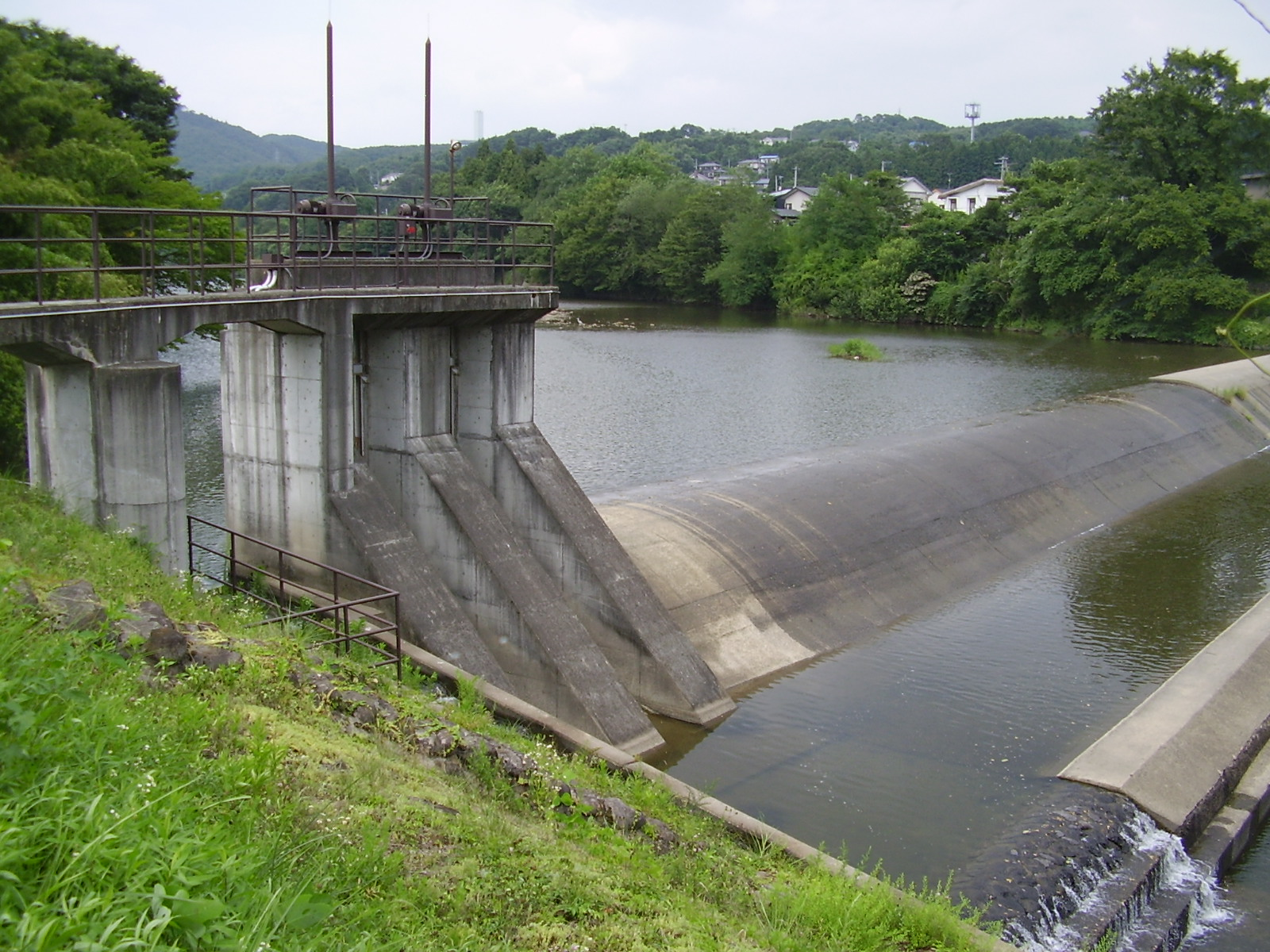
北堰（2011年8月16日撮影）

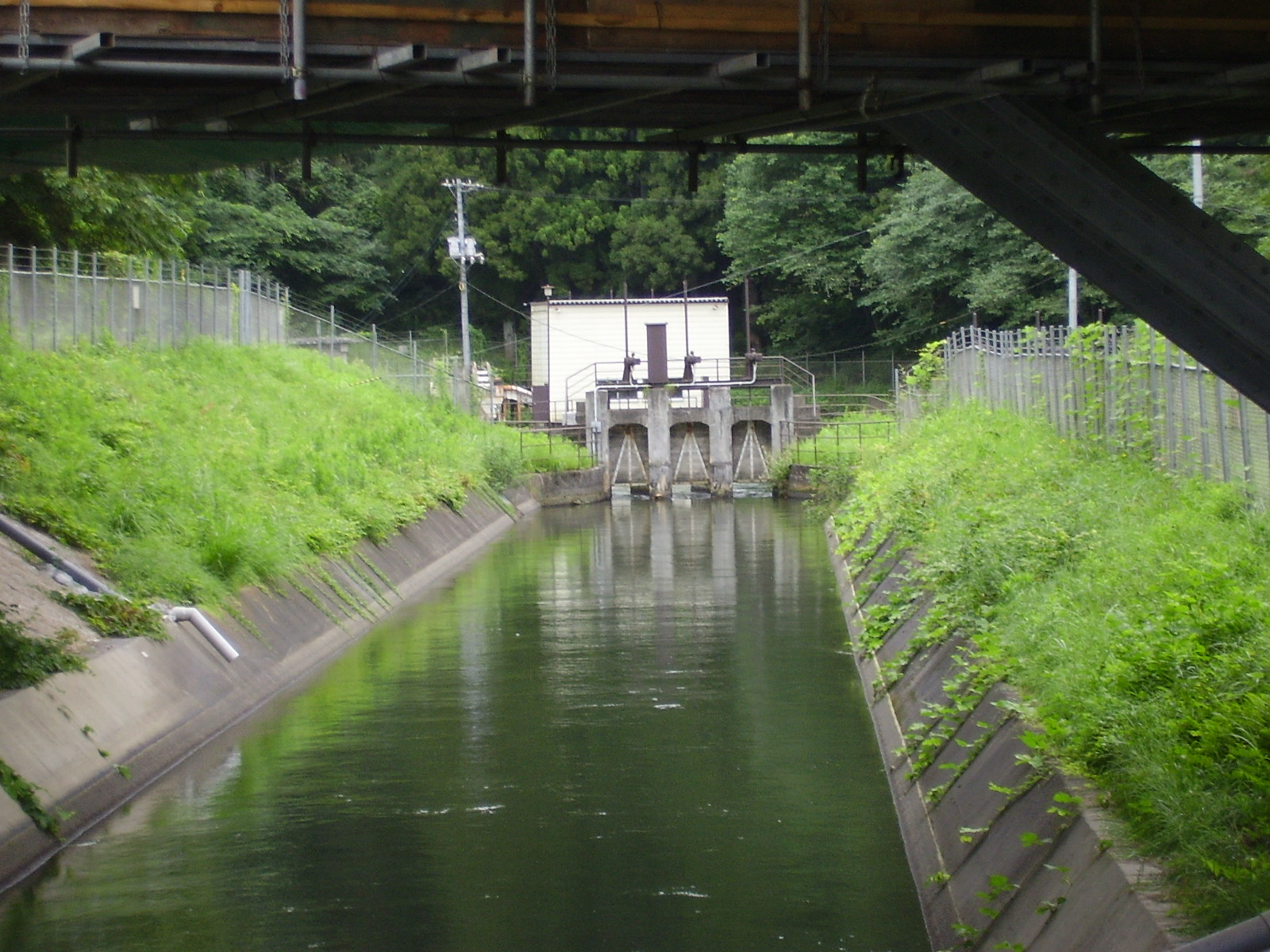
発電用水路の開渠部分。奥に見えるのが沈砂池の入口である。（2011年8月16日撮影）

発電用水は仙台市青葉区郷六の広瀬川右岸にある北堰（北緯38度15分39.4秒 東経140度49分7秒 / 北緯38.260944度 東経140.81861度）から取水する。取水された水は長さ383mの開渠部分を通り、沈砂池（北緯38度15分34秒 東経140度49分21.1秒 / 北緯38.25944度 東経140.822528度）を経て、青葉山を貫く長さ1682mの導水路に入る。導水路の先には水槽があり、ここから水圧鋼管を通って落差26.67mで発電所（北緯38度16分1秒 東経140度50分25.1秒 / 北緯38.26694度 東経140.840306度）へ至る。これらの取水施設の位置は、現行設備の稼働が始まった1910年（明治43年）当時のままである。水圧鋼管は1969年10月に更新されている。取水口の掘削事業は早川智寛が創設した早川組が行った。
水は建屋下部の放水口から放水され、開渠部分225m、暗渠部分22mの放水路を通り、牛越橋付近（北緯38度15分57.5秒 東経140度50分36.4秒 / 北緯38.265972度 東経140.843444度）で再び広瀬川へと戻る。

### 発電所の建屋
発電所の建屋は1908年（明治41年）10月に上棟、1909年（明治42年）3月に竣工したものである。越屋根風の突出した屋根を持った寄棟造の木造平屋建てで、外壁は下見板張りである。越屋根の側面には明かり取り窓が設けられている。棟札には、棟梁伊藤今朝五郎・脇棟梁伊藤利三郎とある。現在は壁面の一部がガラス張りに改装されており、隣接する三居沢電気百年館から発電の様子を見学できるようになっている。

## 歴史

### 発電の開始
明治政府は殖産興業を推進するため、イギリスからミュール紡績機を13台を輸入し、うち1台を宮城県に譲与するとしたが、戊辰戦争により疲弊してた県内の資産家が躊躇し、紡績事業に関心を寄せていた旧仙台藩士の丹野彦三郎などにも相談したが一度断念された。1879年（明治12年）になり、丹野は堺紡績所が紡績機を放出するという話を聞き、これを入手して紡績を始めることとした。当時宮城県令を務めていた松平正直は、宮城郡長の管克復に紡績所の建設を委託した。管克復は紡績機の動力として水力を選び、三居沢に宮城紡績会社の設立を計画した。1883年（明治16年）11月に工場の上棟式が執り行われ、1884年（明治17年）5月2日に紡績事業の操業を開始した。機械制の紡績事業としては東北最初である。建屋の設計は当時宮城県庁に勤務していた山添喜三郎であった。
1886年（明治19年）に東京電灯が電灯事業を開始し、仙台の有志の間でも電灯事業への関心が高まった。1887年（明治20年）、管克復らが発起人となり、紡績機の水車タービンに発電機を取り付けて繁華街に街灯をともす計画を発表した。1888年（明治21年）、管克復と事業計画の審査委員4名が上京して東京電灯を視察し、仙台藩出身で当時日本銀行副総裁を務めていた富田鐵之助を訪ね意見を聞いた。富田はこの計画を時期尚早とし、審査委員4名もそれに従ったが、管克復は自分が経営する宮城紡績会社だけでも点灯したいと考え、三吉電機工場から自家用としてアーク灯1個と電球50個、そして藤岡市助が設計した5kWの直流発電機を購入した。同年6月28日に機器が到着し、紡績工場の水車タービン（40馬力）に発電機が取り付けられた。7月1日、取水門の上の烏崎山頂にアーク灯を点火し、次いで紡績工場内に50個の電灯を設置した。

### 電灯事業の開始
1893年（明治26年）4月、仙台市内に突如として「仙台電灯会社創立事務所」が開設された。発起人は栃木県日光の人物であった。これに驚いた地元の有志は、地元出身者による電気事業を計画し、当時管克復から宮城紡績会社の営業権を譲り受けていた佐藤助五郎と会合を開いて、独自に仙台電灯会社の設立を決定した。三居沢の実例があったため、水力発電による電力供給が構想された。発電所を新たに建設すると莫大な費用がかかるため、管克復は、宮城紡績会社の水車を電力供給源として用い、電灯事業のみを電灯会社でおこなうことを提案した。これに伴い、1894年（明治27年）1月に社名を宮城水力紡績製糸会社へと改めた。同年3月、宮城水力紡績製糸会社は三吉電機工場から30kWの発電機を購入した。仙台電灯会社は同年4月9日に営業の免許を受け、電柱や電線の架設を開始し、7月15日に開業した。開業当初の電灯数は365灯であったが、年内に約600灯、一年半後の1895年（明治28年）末には供給戸数221、752灯に増えた。
1896年（明治29年）、仙台電灯会社は、新たに芝浦製作所製の70kW交流発電機2台を使用した発電所を設立した。電気事業はその後も順調であったが、紡績事業は不振であったため、1899年（明治32年）10月1日に経営一体化をはかり、仙台電灯会社を合併して社名を宮城紡績電灯株式会社と改めた。
さらに1900年（明治33年）12月、仙台市および付近町村の需要増加に応えて、新たに芝浦製作所製300kw三相交流発電機と、ドイツのシーメンス社製300kw三相交流発電機を備えた計600kWの発電所を新設した。現在の三居沢電気百年館は、この発電所の跡地にある。

### カーバイドの製造

工学博士藤山常一先生像 三居沢発電所にて（2011年8月16日撮影）

1901年（明治34年）、宮城紡績電灯株式会社は電気事業を拡大するために、藤山常一を技師長として迎え入れた。藤山はかねてより電気エネルギーの利用に関心があり、着任後間もなく重役の伊藤清次郎に進言して、カーバイドの製造を試みた。当時カーバイドは自転車の灯火用としての需要があったが、日本国内では全く生産できず、全て輸入に頼っていた。藤山は50kVAの変圧器を自作し、会社の倉庫の一角で製造を試みた。そして1902年（明治35年）、カーバイドの製造に成功した。これを受けて、伊藤清次郎は藤山にカーバイドの製造会社を設立することを認め、同年4月に「三居沢カーバイト製造所」を設立した。この事業は1905年（明治38年）12月、伊藤清次郎らに引き継がれ、「山三カーバイト」の名で製造が続けられた。その後、藤山は三居沢の他に全国4箇所の工場を設立し、1907年（明治40年）、野口遵とともに日本カーバイド商会を設立した。

### その後の変遷
宮城紡績電灯株式会社の紡績事業はその後も不振続きで、1909年（明治42年）に廃止された。一方、電気事業はその後も着実に伸び、1910年（明治43年）、出力1000kWの発電所を新たに建設した。現在の三居沢発電所には、この時の建造物・構造物が数か所残っている。
同年9月、仙台市は財政力の向上と電気料金の値下げを目的に、宮城紡績電灯株式会社と仙台電力株式会社の買収を打診した。仙台電力株式会社は1911年（明治44年6月）、宮城紡績電灯株式会社は1912年（大正元年）12月に買収された。
1924年（大正13年）に発電機をシーメンス社製の三相3300Vに更新、以降も部品を交換するなどして維持している。
1942年（昭和17年）8月に東北配電株式会社が創立され、この発電所は同社に所属することになった。第二次世界大戦中は空襲の被害を受けず、戦後は米軍兵舎への電力供給に利用された。1951年（昭和26年）に東北電力の所有になり、1978年（昭和53年）からは無人化されて、「東北電力株式会社仙台技術センター」から遠隔監視・制御されている。
2011年の東日本大震災で一度停止したが、3日後には発電を再開した。
出力が最大1000kW、常時290kWと現代では小水力発電（ミニ水力）に分離される小規模な発電所となり、歴史的な機械の動態保存に近いが、電力系統に接続された現役の発電所である。なお東北電力管内ではより出力の小さい水力発電も多数稼働しており、最小は1914年（大正3年）から稼働を始めた福島県の仏台発電所（最大150kW、常時100kW）である。

## 周辺

### 放水隧道跡

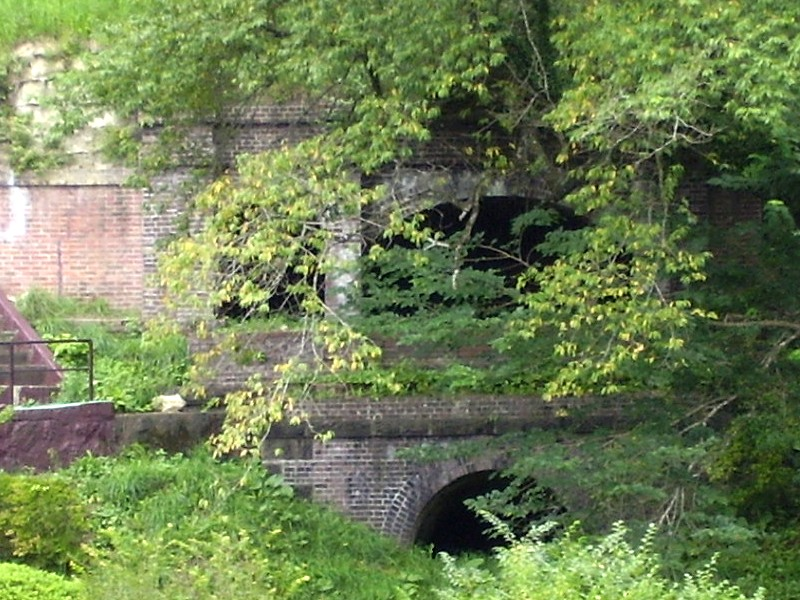
放水隧道跡（2011年8月31日撮影）

発電所の裏山にある水圧鋼管の隣に、1900年（明治33年）に建設された発電所の放水隧道跡が残されている。複数のアーチを持つ放水トンネルで、外部は煉瓦造りだが、内部は石垣である。

### 三居沢電気百年館
1988年（昭和63年）、東北で初めて電気が点灯してから100周年を記念して建設された。1900年（明治33年）12月に建てられた600kWの発電所の跡地で、現在稼働中の発電所に隣接している。壁面の一部がガラス貼りになっており、稼働中の発電機を見学できる。
当時の5kW直流発電機と同型モデルを東京大学に残っていた資料から復元した物、上棟式で使われた棟札、ベルナール・ビュフェ作のリトグラフ「三居沢発電所」など、発電所に関連する物品が展示されている。
またパリ万国博覧会の電気館で展示されたラウル・デュフィ作のリトグラフ「電気の精」も展示されている。

## アクセス
- 鉄道:JR仙台駅より車で15分。
- 仙台市営バス
  - 「市営バス川内営業所前」バス停下車、徒歩1分（川内営業所行）。
  - 「交通公園・三居沢水力発電所前」バス停下車、徒歩3分（交通公園循環・るーぷる仙台）。